# Örnsköldsvik
Örnsköldsvik (populairement appelée Ö-Vik) est une ville de Suède située à 500 kilomètres au nord de Stockholm, dans le Västernorrland. Elle est le chef-lieu de la commune d'Örnsköldsvik.
En 2005, elle comptait 28 617 habitants.

## Histoire
Les premières traces d’activité humaine remontent à plus de 7 000 ans. À proximité de la ville ont été mis au jour les restes d'une exploitation agricole vieille de 2 000 ans, celle située la plus au nord en Suède pour cette époque.
Örnsköldsvik tient son nom du baron Per Abraham Örnsköld, gouverneur (landshövding) du Västernorrlands de 1762 à 1769, qui a beaucoup fait pour développer la région. L'agglomération obtient en 1842 le droit de se constituer en köping (ville de marché), ce qui devient effectif le 1er janvier 1863. Elle reçoit le statut de ville en 1894.

## Sports
La première édition des Jeux paralympiques d'hiver a eu lieu à Örnsköldsvik en 1976.
La ville est dotée d’un tremplin de saut à ski de 100 mètres, le Paradiskullen.
En 1980, du 28 février au 3 mars, la ville a accueilli les épreuves du troisième championnat du monde junior de ski nordique.
MODO Hockey est une équipe de hockey sur glace de la ville. L'équipe évolue en seconde division suédoise Allsvenskan.

## Célébrités
- Tomas Haake : musicien
- Thomas Hammarberg : diplomate
- Anders Hedberg : joueur de hockey
- Hans Hedberg : sculpteur
- Victor Hedman: joueur de hockey
- Magdalena Forsberg : biathlète
- Peter Forsberg : joueur de hockey
- Malin Moström : joueuse de football
- Markus Näslund : joueur de hockey
- Henrik Sedin : joueur de hockey
- Daniel Sedin : joueur de hockey
- Niklas Sundström : joueur de hockey
- Linda Thorén (sv) : actrice pornographique
- Xtr3m3Flip3rs : Youtubeurs
- Amber "Frayse" Månsson : Joueuse eSport

## Photos

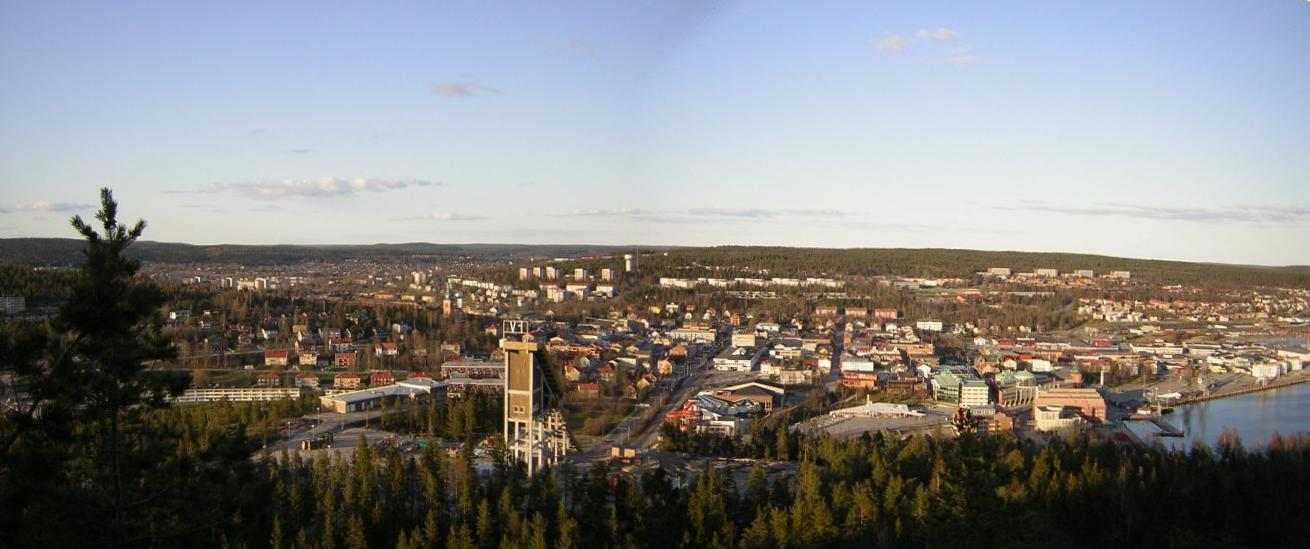
Vue générale d'Örnsköldsvik.

## Jumelages
La ville est jumelée avec :
- Äänekoski (Finlande)
- Sigdal (Norvège)
- Hveragerði (Islande)
- Brande (Danemark)
- Tarp (Allemagne)